# Franca Maria Corneli
Franca Maria Corneli (Marsciano, 1915 – Perugia, 10 novembre 2007) è stata una poetessa futurista italiana.

## Vita
Dopo i primi studi a Perugia, si trasferisce a Roma per frequentare la facoltà di lettere. Nella capitale entra in contatto con i futuristi, tra i quali il suo conterraneo Gerardo Dottori, Alessandro Bruschetti, Gaetano Pattarozzi.
Partecipa alle serate poetiche futuriste, dove si declamano i "versi in libertà", e da questa esperienza nasce il suo lavoro di laurea sulla lingua del futurismo, uno dei primi studi sul nuovo linguaggio. Pubblicato nel 1942, il suo libro è un riferimento negli studi filologici del linguaggio futurista.
Sposata con Cristiano Drago, si trasferisce a Stoccolma, dove il marito dirige l'Istituto Italiano di Cultura. Tornata in Italia a ridosso della seconda guerra mondiale, si stabilisce a Perugia, dove insegna per molti anni. Qui, con Gerardo Dottori, anch'egli tornato stabilmente nel 1939 per dirigere l'Accademia di Belle Arti, organizza il gruppo futurista denominato “Umberto Boccioni”.
Nel 1943 pubblica in Roma "L'aeropoema futurista", con introduzione scritta da Tommaso Marinetti.
Nello stesso anno, Gerardo Dottori, suo grande amico, espone un suo ritratto nella Quadriennale di Roma.
È l'ultima poetessa futurista italiana del movimento di Marinetti a spegnersi, a Perugia, nel novembre 2007.

### Opere
- La lingua del futurismo nelle parole in libertà dell'aeropoesia e nel teatro sintetico dinamico simultaneo alogico autonomo a sorpresa tempo-compresso spazio-compresso e dramma d'oggetti, di Franca Maria Corneli; Roma, Edizioni futuriste di poesia, 1942. OCLC: 58773303
- ...L'Aeropoema futurista dell'Umbria; parole in libertà applaudite nel 1o Dinamismo di poesie guerriere ... del Sindacato autori scrittori a Roma 8 maggio 1943-XXI, di Franca Maria Corneli;  Filippo Tommaso Marinetti, Roma, Edizioni futuriste di "Poesia" della Galleria nazionale d'arte futurista e aeropittura di guerra, 1943, due edizioni. OCLC: 54136484